# Río Queiles
El río Queiles es un río de España, afluente del río Ebro por su margen derecha.

## Recorrido
Nace en Vozmediano (Soria), donde surge el agua a borbotones de una sima del Moncayo, manantial que constituye el segundo con más flujo de Europa con un caudal de 1500 litros de agua por segundo. Más tarde recibe al río del Val o Cailes, que nace en Ólvega y riega Ágreda, en la zona de Los Fayos. Forma magníficos escarpes en los conglomerados de Tarazona y aguas abajo de esta población ensancha su cauce aprovechándose para regadíos. Después de Novallas entra en Navarra, siguiendo por una zona de hurta, desembocando después en el Ebro por Tudela.

## Regulación
Está regulado por el embalse del Val (Zaragoza), que, aunque ubicado en el río Val, cuenta con un canal subterráneo que transporta el agua del curso del Queiles a este embalse. 
Actualmente es uno de los embalses más contaminados de toda la cuenca del Ebro en cuanto a eutrofización por elevado nivel de fósforo, debido a los vertidos contaminantes procedentes de la estación depuradora de aguas residuales de Ágreda-Ólvega.

## Aprovechamiento agrícola
La infraestructura de riego del valle de Queiles contempla una superficie de regadío de en torno a las 10 000 ha. La componen las siguientes acequias:
- Margen izquierda: Magallón Grande, Selcos, Calchetes y Naón.
- Margen derecha: Magallón, Cerces, Orbo, Riego los Molinos, Mendienique y acequia de Las Comunidades.

Todas toman las aguas del río Queiles, excepto  la acequia de Selcos, que procede de las aguas  del manantial del Ojo de San Juan que surge dentro de la población de Tarazona.
Complementariamente, existe una compleja red de acequias secundarias que, tomando las aguas de las principales, posibilitan la llegada de agua a toda la zona regable, constituyendo uno de los sistemas de regadío más antiguos y complejos de la cuenca del Ebro.

## Poblaciones por los que pasa el río

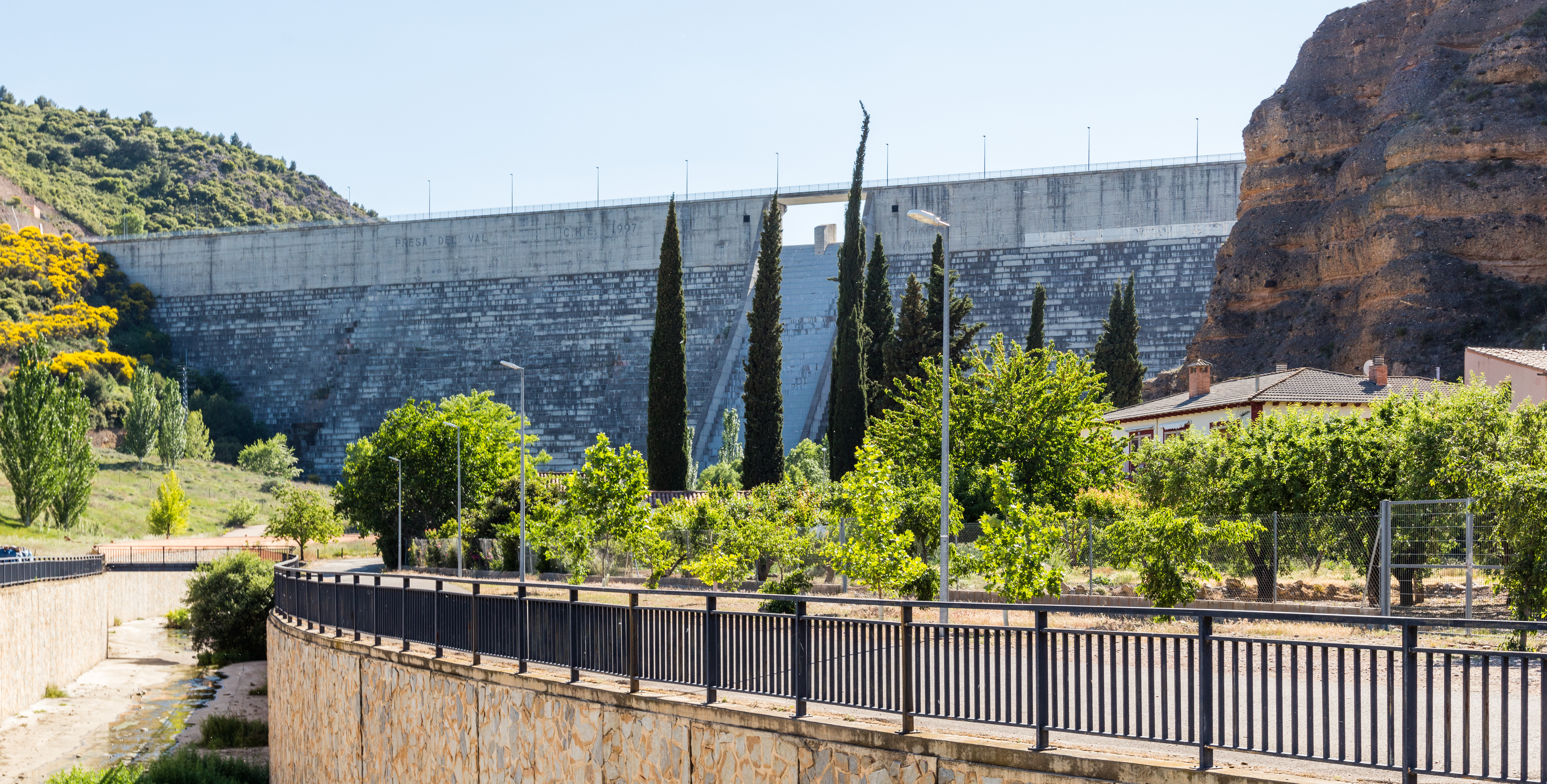
Presa del Val

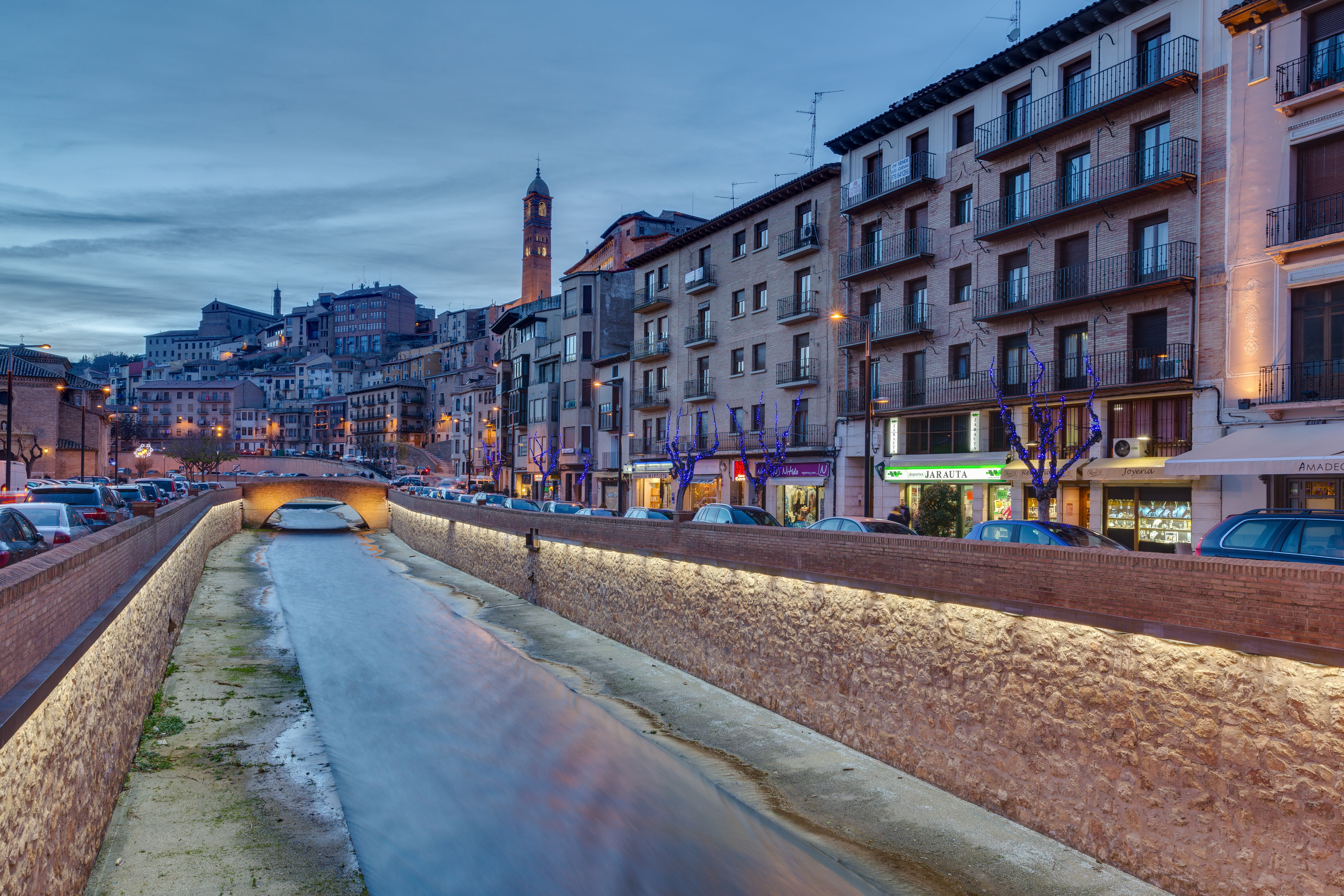
Queiles a su paso por Tarazona

### Soria (Castilla y León)
- Vozmediano

### Aragón
- Los Fayos
- Torrellas
- Tarazona
- Novallas
- Malón

### Navarra
- Monteagudo
- Tulebras
- Cascante
- Murchante
- Tudela